# Steffi Grafová
Stefanie Maria „Steffi“ Grafová, nepřechýleně Stefanie Graf, (* 14. června 1969 Mannheim, Západní Německo) je bývalá německá profesionální tenistka a jedna z nejlepších hráček tenisové historie. V roce 1988 vyhrála jako druhá žena otevřené éry po Margaret Courtové čistý Grand Slam a stala se také olympijskou vítězkou na XXIV. letních hrách v Soulu. Kombinaci těchto titulů, označovanou za Golden Slam, před ní nikdo nezískal. V ženském tenise na ni navázala v roce 2012 Serena Williamsová.
S počtem 22 grandslamů z dvouhry držela rekord otevřené éry, než ji překonala Američanka Serena Williamsová. Sedmkrát vyhrála Wimbledon (druhá za Martinou Navrátilovou), šestkrát French Open (druhá za Chris Evertovou), pětkrát US Open (druhá za Chris Evertovou) a čtyřikrát Australian Open (druhá za Serenou Williamsovou).
Jejím manželem je bývalý americký tenista a také držitel Golden Slamu Andre Agassi.

## Finále Grand Slamu

### Ženská dvouhra: 31 (22–9)
| Stav       | rok  | turnaj              | povrch | soupeřka ve finále           | výsledek            |
| ---------- | ---- | ------------------- | ------ | ---------------------------- | ------------------- |
| Vítězka    | 1987 | French Open         | antuka | Martina Navratilová          | 6–4, 4–6, 8–6       |
| Finalistka | 1987 | Wimbledon           | tráva  | Martina Navratilová          | 5–7, 3–6            |
| Finalistka | 1987 | US Open             | tvrdý  | Martina Navratilová          | 6–7(4–7), 1–6       |
| Vítězka    | 1988 | Australian Open     | tvrdý  | Chris Evertová               | 6–1, 7–6(7–3)       |
| Vítězka    | 1988 | French Open (2)     | antuka | Nataša Zverevová             | 6–0, 6–0            |
| Vítězka    | 1988 | Wimbledon           | tráva  | Martina Navratilová          | 5–7, 6–2, 6–1       |
| Vítězka    | 1988 | US Open             | tvrdý  | Gabriela Sabatiniová         | 6–3, 3–6, 6–1       |
| Vítězka    | 1989 | Australian Open (2) | tvrdý  | Helena Suková                | 6–4, 6–4            |
| Finalistka | 1989 | French Open         | antuka | Arantxa Sánchezová Vicariová | 6–7(6–8), 6–3, 5–7  |
| Vítězka    | 1989 | Wimbledon (2)       | tráva  | Martina Navratilová          | 6–2, 6–7(1–7), 6–1  |
| Vítězka    | 1989 | US Open (2)         | tvrdý  | Martina Navratilová          | 3–6, 7–5, 6–1       |
| Vítězka    | 1990 | Australian Open (3) | tvrdý  | Mary Joe Fernándezová        | 6–3, 6–4            |
| Finalistka | 1990 | French Open         | antuka | Monika Selešová              | 6–7(6–8), 4–6       |
| Finalistka | 1990 | US Open             | tvrdý  | Gabriela Sabatiniová         | 2–6, 6–7(4–7)       |
| Vítězka    | 1991 | Wimbledon (3)       | tráva  | Gabriela Sabatiniová         | 6–4, 3–6, 8–6       |
| Finalistka | 1992 | French Open         | antuka | Monika Selešová              | 2–6, 6–3, 8–10      |
| Vítězka    | 1992 | Wimbledon (4)       | tráva  | Monika Selešová              | 6–2, 6–1            |
| Finalistka | 1993 | Australian Open     | tvrdý  | Monika Selešová              | 6–4, 3–6, 2–6       |
| Vítězka    | 1993 | French Open (3)     | antuka | Mary Joe Fernándezová        | 4–6, 6–2, 6–4       |
| Vítězka    | 1993 | Wimbledon (5)       | tráva  | Jana Novotná                 | 7–6(8–6), 1–6, 6–4  |
| Vítězka    | 1993 | US Open (3)         | tvrdý  | Helena Suková                | 6–3, 6–3            |
| Vítězka    | 1994 | Australian Open (4) | tvrdý  | Arantxa Sánchezová Vicariová | 6–0, 6–2            |
| Finalistka | 1994 | US Open             | tvrdý  | Arantxa Sánchezová Vicariová | 6–1, 6–7(3–7), 4–6  |
| Vítězka    | 1995 | French Open (4)     | antuka | Arantxa Sánchezová Vicariová | 7–5, 4–6, 6–0       |
| Vítězka    | 1995 | Wimbledon (6)       | tráva  | Arantxa Sánchezová Vicariová | 4–6, 6–1, 7–5       |
| Vítězka    | 1995 | US Open (4)         | tvrdý  | Monika Selešová              | 7–6(8–6), 0–6, 6–3  |
| Vítězka    | 1996 | French Open (5)     | antuka | Arantxa Sánchezová Vicariová | 6–3, 6–7(4–7), 10–8 |
| Vítězka    | 1996 | Wimbledon (7)       | tráva  | Arantxa Sánchezová Vicariová | 6–3, 7–5            |
| Vítězka    | 1996 | US Open (5)         | tvrdý  | Monika Selešová              | 7–5, 6–4            |
| Vítězka    | 1999 | French Open (6)     | antuka | Martina Hingisová            | 4–6, 7–5, 6–2       |
| Finalistka | 1999 | Wimbledon           | tráva  | Lindsay Davenportová         | 4–6, 5–7            |